# Прапор Денвера

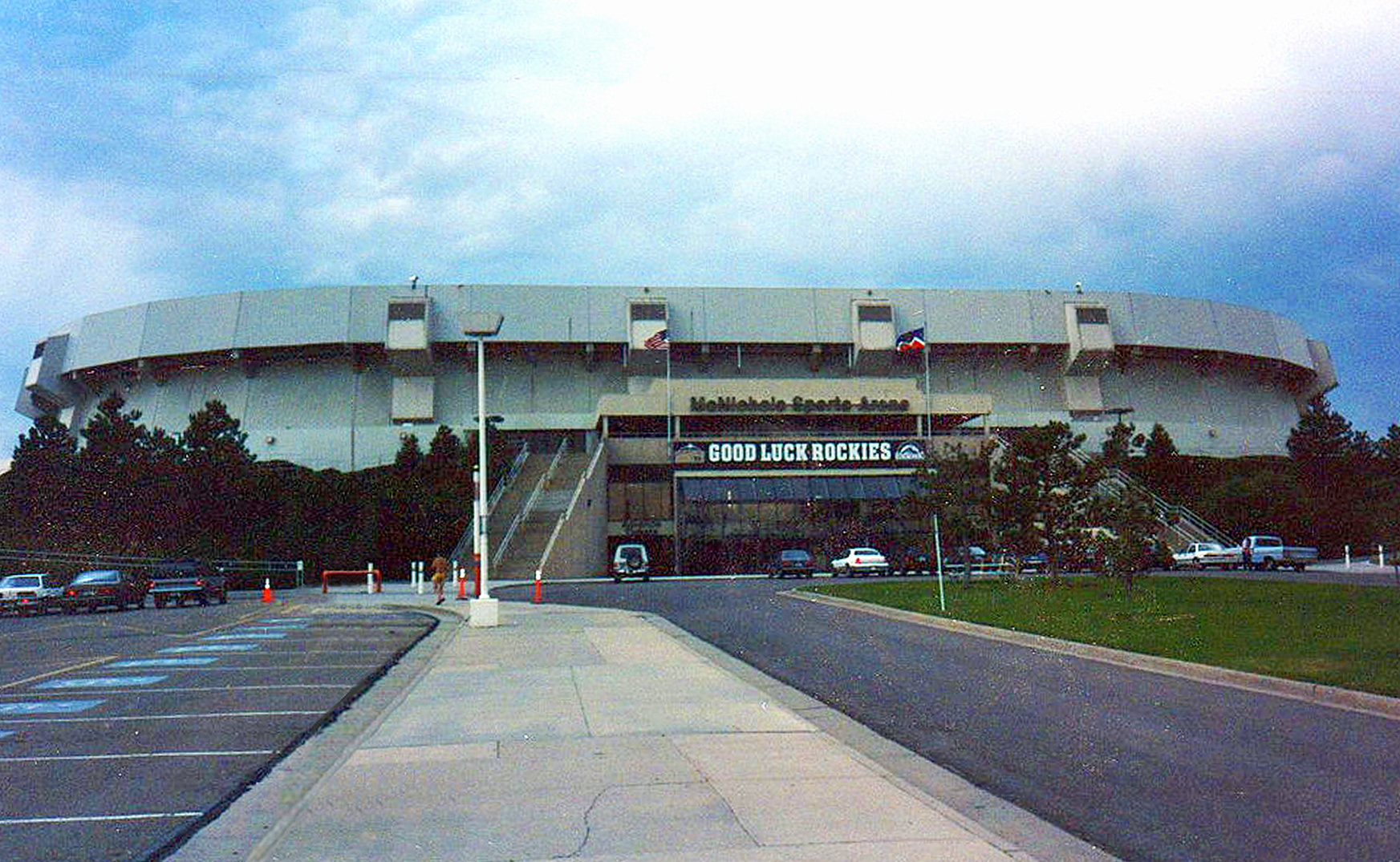
Спортивна арена McNichols у 1994 році, на якій майорить прапор Денвера.

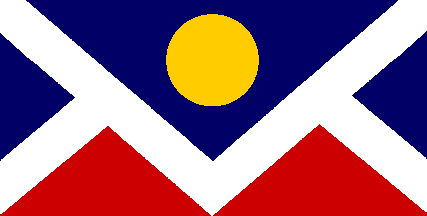
Прапор NAVA Meeting 36, що проходив у Денвері. Прапори зустрічей NAVA часто включають елементи, що відображають місто-організатор.

Прапор Денвера — офіційний прапор міста та округу Денвер у штаті Колорадо. Він був розроблений студенткою Північної середньої школи Маргарет Овербек і прийнятий в 1926 році. Зигзагоподібна біла смуга горизонтально відокремлює червоне поле внизу від синього поля вгорі, у центрі якого розташоване жовте коло, що разом утворює стилізоване зображення Сонця на блакитному небі над засніженими горами. Жовтий колір символізує золото на пагорбах штату, а червоний колір землі, до якої відноситься слово колорадо. Центральне положення кола символізує центральне розташування Денвера в штаті. Білий зигзаг символізує індіанську спадщину Колорадо. 
У 2004 році в огляді 150 прапорів міст США, проведеному Північноамериканською вексилологічною асоціацією, прапор міста Денвер посів третє місце після прапорів Вашингтона, округ Колумбія, і Чикаго. 